# Ibrahim Yattara
Ibrahima Yattara (Kamsar, Guinea, el 3 de junio de 1980) es un futbolista guineano que habitualmente juega de mediocampista por la derecha. El 29 de octubre de 2010, obtuvo nacionalidad turca como İbrahim Üçüncü. Actualmente milita en el UR La Louvière Centre de la Tercera División de Bélgica. 
Es internacional con Guinea. Disputó la Copa de África de 2004 y de 2006.
Fue elegido mejor jugador de la liga turca en el 2005.

## Selección nacional
Ha sido internacional con la Selección de fútbol de Guinea, ha jugado 22 partidos internacionales y ha anotado un gol.

### Participaciones Internacionales
| Torneo                         | Sede                      | Resultado    |
| ------------------------------ | ------------------------- | ------------ |
| Copa Africana de Naciones 2006 | Egipto                    | 4° de final  |
| Copa Africana de Naciones 2012 | Guinea Ecuatorial y Gabón | Primera fase |

## Clubes
| Club                  | País           | Año       |
| --------------------- | -------------- | --------- |
| Royal Antwerp         | Bélgica        | 2000-2003 |
| Trabzonspor           | Turquía        | 2003-2011 |
| Al-Shabab             | Arabia Saudita | 2012      |
| Mersin İdman Yurdu    | Turquía        | 2012-2013 |
| UR La Louvière Centre | Bélgica        | 2013-     |

## Palmarés

### Campeonatos nacionales
| Título          | Club        | País    | Año  |
| --------------- | ----------- | ------- | ---- |
| Copa de Turquía | Trabzonspor | Turquía | 2004 |
| Copa de Turquía | Trabzonspor | Turquía | 2010 |